# Pegtymel
Der Pegtymel (russisch Пегтыме́ль) ist ein Fluss im Autonomen Kreis der Tschuktschen in Nordost-Sibirien.
Er entspringt im Paljawaam-Gebirge (Паляваамском хребѐт), das zum Hochland von Tschukotka zählt. Von dort fließt der Pegtymel in Richtung Westnordwest und durchschneidet dabei das Pegtymel-Gebirge (Пегтымельский хребѐт). Anschließend wendet sich der Fluss nach Nordwesten. Er nimmt seinen wichtigsten Nebenfluss Kuwet von rechts auf. Nach 345 km erreicht der Pegtymel die Ostsibirische See. Der Pegtymel entwässert ein Areal von 17.600 km².